# Scrophularia lateriflora
Scrophularia lateriflora är en flenörtsväxtart som beskrevs av Ernst Rudolf von Trautvetter. Scrophularia lateriflora ingår i släktet flenörter, och familjen flenörtsväxter. Inga underarter finns listade i Catalogue of Life.